# ダイハツ・シャレードソシアル
シャレードソシアル（Charade Social ）は、ダイハツ工業がかつて生産・販売していたセダン型普通乗用車である。

## 概要
1987年に登場したコンパクトカーの3代目シャレードをベースにした4ドアセダン。フロント部分はハッチバックとほぼ同じだが、独立したトランクを用意する為に全長を延ばしている。リアシートは分割可倒式を採用したことで、トランクと接続することも可能になった。なお、ベース車に存在したスポーツグレード「デ・トマソ」は設定されていない（ただし、1995年の東京モーターショーに2代目モデルをベースとした「デ・トマソ」仕様を参考出品している）。

## 初代（1989年-1994年）G102S型
1989年4月
販売開始。エンジンは1.3Lの電子制御シングルキャブ仕様。前輪駆動のみの設定。
1994年4月
ソシアルの生産終了。在庫対応分のみの販売となる。
1994年5月
販売終了。

## 2代目（1994年-2000年）G203S/G213S型
1994年5月
フルモデルチェンジ。全体的な寸法やエンジン排気量、トランスミッションの段数（AT）を拡大した。
1996年8月
シャレードソシアルをベースに、ワゴンのパイザーが登場。
1999年9月
ハッチバック、ソシアル共に生産終了。以後は在庫のみの対応となる。
2000年5月
ハッチバック、ソシアル共に販売終了。これにより日本国内向けとしてのシャレードは23年の歴史に幕を下ろした。

## 車名の由来
- シャレードは英語で「謎解き」の意味。
- ソシアルは英語で「社会的な意義のある、親しみやすい」という意味。